# Geronimo (exclamação)

Emblema da 501º Batalhão de Infantaria de Paraquedistas.

Geronimo! é uma exclamação ou grito de guerra ocasionalmente usada durante o salto por paraquedistas ou, mais geralmente, qualquer um que esteja para pular de uma grande altitude, ou ainda como exclamação de alegria e satisfação. O grito foi originado nos Estados Unidos.

## Origens
Há pelo menos duas explicações diferentes das origens da exclamação no Fort Benning, Geórgia onde alguns dos primeiros saltos de paraquedas do Exército Americano ocorreram nos anos 1940.
De acordo com o paraquedista Gerard Devlin, esta exclamação data de agosto de 1940 e é atribuída ao Soldado Aubrey Eberhardt, membro do pelotão de testes de paraquedas no Fort Benning. O paraquedas tinha sido recentemente adotado pelas tropas e este pelotão foi o primeiro a testá-lo. Na véspera do primeiro salto, o pelotão decidiu acalmar os nervos passando o dia assistindo à filmes no Main Post Theatre e a noite em uma biergarten local. O filme que assistiram foi um western sobre o nativo americano e chefe tribal Geronimo. O título é incerto, mas foi provavelmente o filme de 1939 Geronimo com Andy Devine e a estrela de O Cavaleiro Solitário, Chief Thundercloud no papel título.
No caminho de volta aos barracões, os camaradas de Eberhardt o provocaram dizendo que ele ficaria tão assustado na hora do salto que não lembraria do próprio nome. Eberhardt rebateu: "Tudo bem, caramba! Eu vou dizer a vocês, palhaços, o que vou fazer! Para provar que não vou ficar com medo, quando eu pular vou gritar Geronimo bem alto quando sair por aquela porta amanhã!" Eberhardt manteve sua promessa e o grito foi gradualmente adotado por outros membros de seu pelotão.
Eu seu livro, Beyond Band of Brothers: The War Memoirs of Major Richard Winters, Winters oferece uma explicação diferente: O 501º Regimento de Infantaria no Fort Benning iria fazer seu primeiro salto. Na época havia uma canção popular chamada 'Geronimo' que rapidamente se tornou a favorita entre as tropas. O comandante, no entanto, insistia que eles deveriam pular e gritar "Currahee", o nome de um monte no   Camp Toccoa, seu primeiro campo de treinamento. Os paraquedistas subiam e desciam constantemente o monte durante o treinamento. Este percurso era conhecido pelas tropas como "3 milhas acima, 3 milhas abaixo".

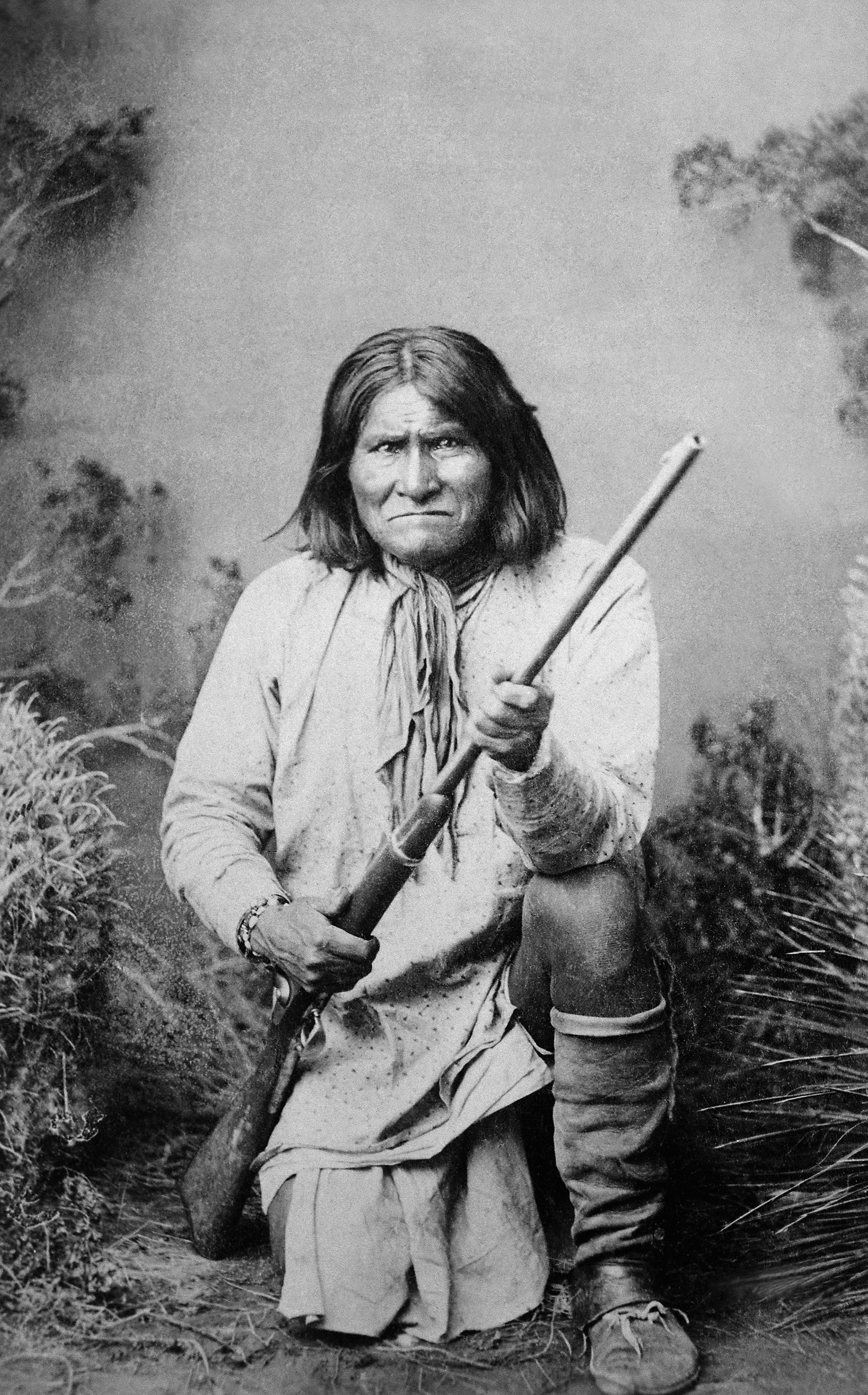
O líder indígena Geronimo.

Existe ainda uma terceira explicação. O local conhecido como Medicine Bluffs no Fort Sill, Oklahoma onde Geronimo foi preso como Prisoneiro de  Guerra e seu túmulo está localizado nos penhascos íngremes que passaram a ser conhecidos como Geronimo's Bluff. Muitas mentiras foram contadas sobre Geronimo enquanto estava no Fort Sill. Foi dito que certo dia Geronimo, com o exército atrás dele fez um salto a cavalo por um penhasco quase vertical, uma proeza que o pelotão não poderia fazer. A lenda continua dizendo que no meio do salto para a liberdade ele deu o grito ensurdecedor “Geronimo-o-o!”

## Resposta
Inicialmente, o alto escalão estava cauteloso do grito, alegando que ele consistia em falta de disciplina. Outros diziam que isto mostrava bravura e deveria ser encorajada. Eventualmente a última visão venceu e quando a infantaria de paraquedistas do Exército cresceu o grito cresceu com ela. Em  1941, o primeiro regimento de paraquedista do Exército, o 501º Regimento de Infantaria de Paraquedista (PIR) (agora chamado 501º Regimento de Infantaria), incorporou o nome "Geronimo" em sua insígnia, com a permissão da verdadeira família de Geronimo. O grito também foi incorporado na canção Down From Heaven do Tenente Coronel Byron Paige.
Até então, a cobertura das façanhas dos paraquedistas durante a Guerra tinha feito o grito "Geronimo" conhecido ao público em geral e seu uso se espalhou para além das forças armadas e da força aérea.